# Joaquim Maria Barraquer i Rovira
Joaquim Maria Barraquer i Rovira (Sant Feliu de Guíxols, 8 de desembre de 1834 - 4 de març de 1906) fou un militar i enginyer català, acadèmic de la Reial Acadèmia de Ciències Exactes, Físiques i Naturals.

## Biografia
Fill del general Joaquim Barraquer i Llauder i germà del també general Carles Barraquer i Rovira. El 1848 ingressà a l'Acadèmia d'Artilleria de Segòvia, assolint els graus de subtinent en 1853, tinent en 1855 i capità en 1856. Des de 1858 treballà per a l'Institut Geogràfic Nacional d'Espanya com a membre de la Comissió Geodèsica del Mapa Topogràfic d'Espanya i col·laborà en l'aixecament de la xarxa geodèsica espanyola. Treballà principalment a Extremadura i Madrid. El 1864 fou ascendit a comandant, en 1868 a tinent coronel i en 1876 a coronel. Va fer diversos viatges a França i a Suïssa, i des de 1880 fou membre de l'Associació Geodèsica Internacional.
En 1878 fou escollit acadèmic de la Reial Acadèmia de Ciències Exactes, Físiques i Naturals; en va prendre possessió en 1881 amb el discurs Aplicación e importancia del péndulo en la investigación de la figura de la Tierra.